# The Journeyman Project
The Journeyman Project est un jeu vidéo d'aventure développé et édité par Presto Studios, sorti en 1993 sur Windows et Mac.

## Accueil
- Adventure Gamers : 3/5 (Turbo)[1]
- Aktueller Software Markt : 11/12[2]
- Computer Gaming World : 4/5[3]